# ناثان وود (لاعب كرة قدم)
ناثان وود (بالإنجليزية: Nathan Wood-Gordon) هو لاعب كرة قدم بريطاني في مركز قلب الدفاع، ولد في 31 مايو 2002 في ميدلزبرة في المملكة المتحدة. لعب مع نادي ميدلزبره.